# Ângulo oposto pelo vértice

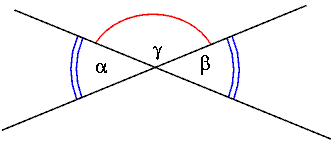
Neste desenho e são ângulos opostos pelo vértice

Dois ângulos são opostos pelo vértice quando os lados de um deles são semirretas opostas aos lados do outro.

## Teorema sobre os ângulos opostos pelo vértice
- Se dois ângulos são opostos pela vértice, então eles são congruentes (de mesma medida).[1]

Demonstração ([carece de fontes?]): Sendo {\displaystyle \alpha } e {\displaystyle \beta } dois ângulos opostos pelo vértice e {\displaystyle \gamma } um ângulo adjacente e suplementar aos dois tem-se:
{\displaystyle \left.{\begin{matrix}\alpha +\gamma =180^{\circ }\\\beta +\gamma =180^{\circ }\end{matrix}}\right\}\Rightarrow {\boldsymbol {\alpha }}+{\boldsymbol {\gamma }}={\boldsymbol {\beta }}+{\boldsymbol {\gamma }}\Leftrightarrow {\boldsymbol {\alpha }}={\boldsymbol {\beta }}}